# Прапор Орловської області

Прапор Орловської області

Прапор Орловської області є символом Орловської області, прийнято 31 липня 2002 року. 

## Опис
Прапор Орловської області являє собою червоне полотнище із блакитною смугою в нижній частині й гербом області посеридині. Полотнище прапора Орловської області виконано з використанням двох геральдичних кольорів: червоного, що позначає хоробрість, мужність і безстрашність, і блакитного, що символізує красу, велич, чистоту помислів і духовних устремлінь. 